# Anne Sanders (Juristin)
Anne Sanders (* 1977 in München) ist eine deutsche Rechtswissenschaftlerin.

## Leben
Anne Sanders ist die Tochter der Regisseurin Helma Sanders-Brahms und des Kameramanns Thomas Mauch. Von 1997 bis 2001 studierte sie Rechtswissenschaften an der Humboldt-Universität zu Berlin (2002 erstes juristisches Staatsexamen Justizprüfungsamt Berlin). Von 2002 bis 2005 absolvierte sie ein Promotionsstudium an der Universität zu Köln bei Barbara Dauner-Lieb. Von 2005 bis 2006 absolvierte sie ein Magister-Juris-Programm an der University of Oxford am Brasenose College (2006 Magister Juris). Nach dem zweiten juristischen Staatsexamen 2008 vor dem Justizprüfungsamt NRW war sie von 2009 bis 2011 Wissenschaftliche Mitarbeiterin beim
Bundesverfassungsgericht (Dezernate BVR Christine  Hohmann-Dennhardt und BVR Gabriele Britz) und ab 2013 Juniorprofessorin für Zivilrecht und Rechtsvergleichung an der Universität Bonn, an der sie 2015 ein Förderprogramm für Nachwuchswissenschaftlerinnen gründete. Seit 2014 arbeitete sie mehrfach für den Europarat zu Fragen der richterlichen Unabhängigkeit und der Qualität richterlicher Arbeit. Nach der Habilitation 2017 in Köln bei Dauner-Lieb (venia legendi für Bürgerliches Recht, Rechtsvergleichung, Gesellschaftsrecht und Zivilverfahrensrecht) ist sie seit 2018 Inhaberin des Lehrstuhls für Bürgerliches Recht, Unternehmensrecht, das Recht der Familienunternehmen und Justizforschung an der Universität Bielefeld.

## Schriften (Auswahl)
- Statischer Vertrag und dynamische Vertragsbeziehung. Wirksamkeits- und Ausübungskontrolle von Gesellschafts- und Eheverträgen. Bielefeld 2008, ISBN 978-3-7694-1030-3.
- mit Dominik Höink und Christian Hornung (Hg.): Neues finden – Neues schaffen. Studien und Interviews zu Kreativität in Wissenschaft und Kunst. Paderborn 2016, ISBN 3-506-78188-X.
- Mehrelternschaft. Tübingen 2018, ISBN 3-16-155807-3.